# Cyathea binuangensis
Cyathea binuangensis är en ormbunkeart som beskrevs av Cornelis Rugier Willem Karel van Alderwerelt van Rosenburgh. Cyathea binuangensis ingår i släktet Cyathea och familjen Cyatheaceae. Inga underarter finns listade.